# František Ludvík Poppe
František Ludvík Poppe, també Franz Ludwig Poppe o Johann Poppe (17 de setembre de 1671 a Opole, Ducat d'Opole (actualment Polònia) - 18 de desembre de 1730 a Praga) fou un sacerdot, organista i compositor txec.
Va compondre un Te Deum que es cantà en el jubileu de la canonització de sant Joan Nepomucè el 1728 i diverses antífones, algunes d'elles publicades amb el títol de Kirchenmusik für 4 Sings-timmen und Orgel.